# Dazhou
Dazhou (Forenklet kinesisk: 达州; traditionel kinesisk: 達州; pinyin: Dázhōu; Wade-Giles: Tá-chōu) er et bypræfektur i den kinesiske provins Sichuan. Det har et areal på 16.591 km², og en befolkning på 6.630.000 mennesker (2007).

## Administrative enheder
Bypræfekturet Dazhou har jurisdiktion over et distrikt (区 qū), et byamt (市 shì) og 5 amter (县 xiàn).
| Kort             | Kort      | Kort   | Kort          | Kort                   | Kort        | Kort      |
| ---------------- | --------- | ------ | ------------- | ---------------------- | ----------- | --------- |
| Kort over Dazhou |           |        |               |                        |             |           |
| #                | Navn      | Hanzi  | Pinyin        | Befolkning (2004 est.) | Areal (km²) | Indb./km² |
| Distrikter       |           |        |               |                        |             |           |
| 1                | Tongchuan | 通川区 | Tōnghuān Qū   | 390.000                | 451         | 865       |
| Byamter          |           |        |               |                        |             |           |
| 2                | Wanyuan   | 万源市 | Wànyuán Shì   | 560.000                | 4.065       | 138       |
| Amter            |           |        |               |                        |             |           |
| 3                | Da        | 达县   | Dá Xiàn       | 1.240.000              | 2.688       | 461       |
| 4                | Xuanhan   | 宣汉县 | Xuānhàn Xiàn  | 1.170.000              | 4.266       | 274       |
| 5                | Kaijiang  | 开江县 | Kāijiāng Xiàn | 570.000                | 1.033       | 552       |
| 6                | Dazhu     | 大竹县 | Dàzhú Xiàn    | 1.070.000              | 2.075       | 516       |
| 7                | Qu        | 渠县   | Qú Xiàn       | 1.370.000              | 2.013       | 681       |

## Trafik
Kinas rigsvej 210 løber gennem området. Den begynder i Baotou i Indre Mongoliet, fører gennem Yan'an, Xi'an, Chongqing og Guiyang og ender i Nanning i Guangxi. 